# Geshe Thupten Phelgye
Geshe Thupten Phelgye (né en 1956) est un lama du bouddhisme tibétain, connu pour promouvoir le végétarisme et le traitement sans cruauté des animaux, et pour son travail en tant que militant de la paix. Guéshé Pelgye représente la tradition gelugpa dans le Parlement tibétain en exil.

## Biographie
Guéshé Phelgye est né sous le nom de Dorje Thinley dans le comté de Riwotché de la province traditionnelle tibétaine du Kham du Tibet en Chine. En 1959, alors âgé de trois ans, il a suivi sa famille qui a fui le Tibet. Il a fréquenté l'École centrale pour les Tibétains de Changlang   et la Special Frontier Force School de Dehradun en Inde.
Il est devenu moine en 1973, à 17 ans, au collège de Sera-je de l'université monastique de Sera en Inde.
Après avoir terminé le parcours de 18 ans d'études traditionnel pour obtenir le diplôme de guéshé, il a obtenu son doctorat en philosophie bouddhiste de l'université monastique de Sera en 1991, et a continué à étudier au monastère de Gyumed. À partir de 1993, il a passé cinq années en retraite près de Dharamsala dans les  montagnes de Dhauladhar (en),.

## Plaidoyer végétarien
Guéshé Phelgye, alors enfant, a vu l'intérieur d'un abattoir, ce qui l'a mené à devenir un ardent défenseur du végétarisme. En tant que premier président de la Société internationale gelugpa, il a aidé à passer la résolution en faveur du végétarisme pour tous les résidents gelugpa de monastères et couvents,. Il a aidé à passer un projet de loi 2003, au Parlement tibétain en exil, où il est un représentant de la tradition gelugpa, qui a encouragé les Tibétains à devenir végétarien, en déclarant 2004, le « année tibétaine végétarienne ». Il a été réélu au Parlement en 2006.
Il a également fondé une fiducie de bienfaisance, le Mouvement Compassion universelle (UCM), avec la mission de rassembler les gens pour aider les animaux qui sont abattus ou subissent un traitement cruel et inhumain.

## Activités de bienfaisance et travaux pour la paix
Guéshé Pelgye est actif dans le dialogue interreligieux.
En 2004, le 14e dalaï-lama a demandé à Guéshé Pelgye d'être « un émissaire pour la paix ». Il est actif dans les efforts de paix au Moyen-Orient, via le Projet de paix Sulha.